# Miller Lite
Miller Lite — американський виробник пива, який характеризується як, світлий лагер, вміст спирту 4,2 %. Ця марка була продана виробником, Miller Coors, з міста Мілвокі, штат Вісконсин, США. Miller Lite також виробляє і такі марки пива: Miller Genuine Dreaft, Miller Hight Life. Miller Lite є також офіційним спонсором пива на команду, Dallas Cowboys і Bellatore MMA.

## Історія
Miller Lite веде свою історію з 1973 року. Це пиво було першим легким пивом на ринку США, після появи марки, Diet Beer Gablinger, розробленою в 1967, році Джозефом Л. Овардсом, кандидатом технічних наук і, біохімік, що працював в Нью-Йорку. В 1970-тих, роках Miller Lite набув широкої популярності серед чоловічих професіональних спортсменів, щоб більше працювати і розвиватися на пивоварному ринку. Також Miller Lite був представлений на національному рівні в 1975 році. Lite продавався в такому повільному і важкому процесі, і набував, все більшої популярності серед сортів легкого пива, і домігся свого, було продано 12,8 млн барелів, що швидко зросло до 24,2 млн барелів. В 1977, році Miller Lite, піднявся на 2-ге місце по продажу легкого пива на ринку США. Інші пивоварні відреагували, зокрема марка Auheuser-Busch, з позитивної точки зору на  Miller Lite, які згодом обігнали його в 1982, році але з 1994 стабілізувався. Miller Lite почав свою спонсорську діяльність з фірмою, Nascar, в 1983 році з гонщиком Боббі Аілленом, рекламуючи бренд, а пізніше бренд почав рекламуватися в 1990-тих роках, з іншим гонщиком по імені Рості Уоллес. Сьогоднішній бренд досі користується широким попитом на пивоварному ринку США.